# Tusi

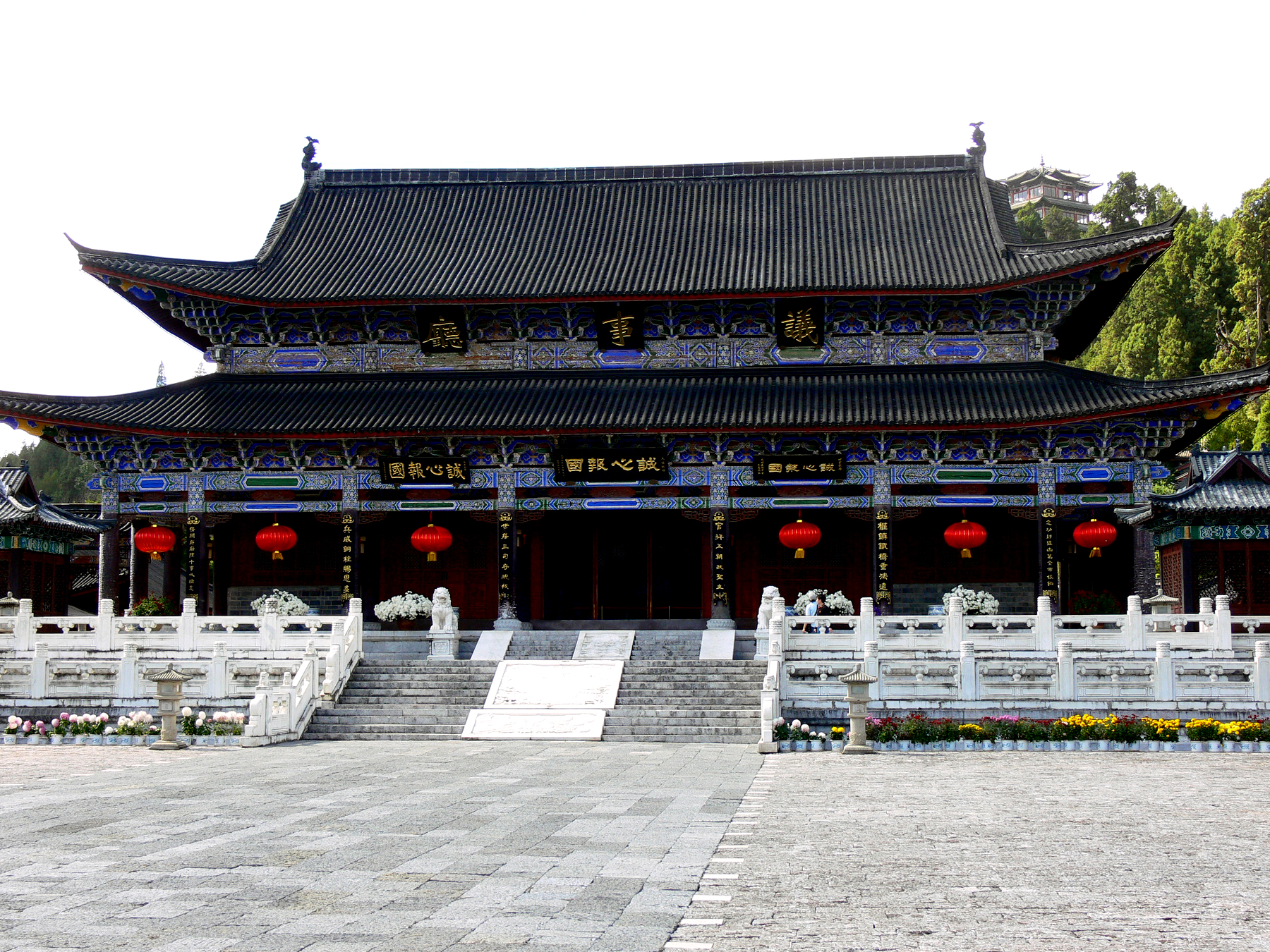
Regierungsgebäude des Tusi in Lijiang, Provinz Yunnan

Tusi (chinesisch 土司, Pinyin tǔsī, W.-G. t'u-ssu – „Stammeshäuptling/einheimische Fürsten“) bzw. das danach benannte Tusi-System, Tusi-Institution oder Stammeshäuptlingssystem bzw. Stammeshäuptlingsinstitution (土司制度,  Tusi zhidu, englisch Native chieftain system/Indigenous minority officers system) ist ein System der Ernennung von Stammeshäuptlingen/einheimischen Fürsten zu chinesischen Beamten in Gebieten mit nationalen Minderheiten, das während der Mongolen-, Ming- und Mandschu-Dynastie in Nordwest- und Südwestchina praktiziert wurde.

## Geschichte
Das Verwaltungssystem wurde unter der Yuan-Dynastie eingeführt, um die Verwaltung neu eroberter Gebiete zu regeln. Der Zweck bestand darin, einerseits die staatliche Verwaltung zu vereinheitlichen, es andererseits den eroberten Ethnien zu ermöglichen, ihre Gewohnheiten und Lebensart beizubehalten. Der Titel eines Tusi war vererbbar, so dass die Gebiete weiter von den früheren Dynastien regiert wurden. 
Erstmals angewandt wurde das System nach der 1253 erfolgten Eroberung des Königreichs, Dali in der heutigen chinesischen Provinz Yunnan. Dessen ehemaliger König Duan Xingzhi wurde dort als lokaler Herrscher eingesetzt. Tusi-Herrschaften gab es außer in Yunnan beispielsweise auch in Guizhou, Sichuan und Tibet sowie in den Autonomen Bezirken Xiangxi in Hunan und Enshi in Hubei. Das Tusi-System überdauerte die Kaiserherrschaft in China und wurde erst nach der Errichtung der Volksrepublik China abgeschafft.

## Weltkulturerbe
Unter dem Eintrag "Tusi-Stätten" (Tusi Sites) wurden 2015 drei archäologische Stätten (Laosicheng, Tangya und Hailongtun Fortress) ehemaliger Burgen, Mauern und Gräber etc. von Verwaltungsstätten von Tusi-Institutionen in den Provinzen Hunan, Hubei und Guizhou in die Liste des UNESCO-Welterbes aufgenommen.